# C&O-Klasse M-1
Die Klasse M-1 der Chesapeake and Ohio Railway war eine Baureihe von drei dampfturbinenelektrischen Lokomotiven. Die drei Lokomotiven, die 1947 und 1948 von Westinghouse Electric und den Baldwin Locomotive Works gemeinsam gebaut wurden, gelten als die größten und schwersten jemals gebauten Lokomotiven mit Dampfantrieb.

## Geschichte
In den 1940er Jahren plante die Chesapeake and Ohio Railway einen schnellen Personenzug zwischen Washington D. C. und Cincinnati, genannt „The Chessie“. Aufgrund der gebirgigen und steigungsreichen Strecke war ein hoher Anteil an angetriebenen Achsen bei den Lokomotiven erforderlich, was sich durch einen elektrischen Antrieb der Achsen leicht bewerkstelligen ließ. Da Steinkohle in der geplanten Einsatzregion leicht verfügbar war, sollte die elektrische Energie durch einen kohlegefeuerten Kessel mit Dampfturbine erzeugt werden.
Die erste Lokomotive, Nummer 500, wurde 1947 fertiggestellt, die beiden anderen Fahrzeuge, Nummer 501 und 502, folgten 1948. Zwischenzeitlich hatte die Eisenbahngesellschaft jedoch die Planungen für den Personenschnellzug eingestellt, so dass der ursprüngliche Einsatzzweck der Maschinen entfiel. Sie wurden in den folgenden zwei Jahren auf Messen und Eisenbahnschauen vorgestellt, zudem fanden umfangreiche Erprobungen statt. Bei diesen wurden zum Teil erhebliche Mängel festgestellt, konstruktive Mängel und umständliche Wartung machten einen Einsatz unwirtschaftlich. Zudem fielen die Fahrmotoren häufig aufgrund von Kurzschlüssen aus. Streiks der Kohlearbeiter Ende der vierziger Jahre verteuerten zudem die Steinkohle und machten den Vorteil gegenüber Diesellokomotiven zunichte. Nach nur zwei beziehungsweise einem Jahr Einsatzdauer, wurden die Maschinen 1949 ausgemustert und 1950 verschrottet.

## Technik
Die Dampfturbine erhielt ihren Dampf aus einem rückwärts eingebauten, kohlegefeuerten Kessel mit einem Stoker und entwickelte eine Leistung von 4476 kW. Der Kohlebunker befand sich vor dem Führerhaus im vorderen Vorbau der Lokomotive und fasste 17 Tonnen Brennstoff, der sechsachsige Tender nahm nur die Wasservorräte der Lok auf. Der Abdampf gelangte von der Turbine direkt in den Kamin, eine Kondensationseinrichtung war nicht vorhanden.
Wegen der geforderten Bogenläufigkeit und der hohen Masse liefen die Lokomotiven auf fünf Drehgestellen in drei Gruppen. Die beiden vierachsigen Drehgestelle wurden von je einem zweiachsigen Laufdrehgestell geführt, die jeweils letzte der vier im Drehgestellrahmen gelagerten Achsen war ebenfalls eine Laufachse.